# Аверьянов, Вячеслав Андреевич
Вячесла́в Андре́евич Аверья́нов (28 сентября 1897 года, Саратов — октябрь 1941 года, под Вязьмой) — русский советский прозаик и поэт, драматург, журналист.

## Биография
Вячеслав Аверьянов родился 28 сентября 1897 года в Саратове. Окончил Саратовское I-oe Александро-Мариинское реальное училище, учился на историко-филологическом факультете Саратовского университета. С 1921 года проживал в Москве. Работал корреспондентом «Крестьянской газеты», публиковал прозу, стихи и пьесы. Работал в соавторстве с драматургом Андреем Наврозовым. Стихи и рассказы Аверьянова, по мнению Ю. М. Пошеманского, отличались особой лиричностью. Пьесы Аверьянова пользовались популярностью у самодеятельных театров СССР. В 1935 году перевёл с украинского пьесу Ивана Франко «Украденное счастье».
В начале Великой Отечественной войны Аверьянов пытался попасть в действующую армию, однако по причине близорукости призван не был. При формировании Московского ополчения записался в него и оказался в одной из писательских рот 1-го батальона 22-го стрелкового полка 8-й Краснопресненской дивизии. Был назначен командиром отделения. Вступил на фронте в коммунистическую партию.
Участвовал в обороне Москвы, попал в окружение под Вязьмой. Последнее письмо пришло к его родным в Саратов 1 октября 1941 года: «…Меня назначили командиром отделения, приняли в партию, работы много, но работа интересная, а главное — необходимая и полезная — овладеваем военной учебой и в любой момент готовы встретиться с гнусным врагом. Пишите, дорогие, чаще, ваши письма очень приятны и нужны нам. Будьте бодры и надейтесь на победу. Целую вас крепко. Вячеслав. 21/IX 1941».

### Семья
- Аверьянова, Наталья Львовна — жена[1].
- Зыкова Екатерина Михайловна — сестра[1].

## Сочинения

### Пьесы
- Золотая сковорода : Драма в 3 действиях и 6 картинах (1934)
- Срыв : Драма в 5 картинах (1930)
- Последний фронт : Пьеса в 4 действиях и 6 картинах (1929)
- Особый Ефим или все в Осоавиахим : Комедия в 3 картинах (1928)
- Девятый вал : (К 10-летию Октября) : Пьеса в 3 действиях (1927)
- Изменник : Пьеса в двух действиях (1927)
- В доме коммуны : Сцены нового быта в 3 актах (1926, совместно с А. Навроховым)

### Проза
- Золотая сковорода : Рассказ (1927)[4]
- Человек без костылей : Рассказы (1927)
- Американец : Повесть (1925)